# Oxydia sinemacula
Oxydia sinemacula är en fjärilsart som beskrevs av Thierry-mieg 1915. Oxydia sinemacula ingår i släktet Oxydia och familjen mätare. Inga underarter finns listade i Catalogue of Life.